# Veritatis Gaudium
Veritatis gaudium (Radost z pravdy) je apoštolská konstituce o církevních univerzitách a fakultách, kterou papež František podepsal 8. prosince 2017. Promulgována byla 29. ledna 2018. Veritatis gaudium aktualizuje apoštolskou konstituci Jana Pavla II. Sapientia christiana 15. dubna 1979. Dokument má 87 stran, právní účinnosti nabyly nové normy prvním dnem akademického roku 2018–2019 nebo akademického roku 2019, v závislosti na školním roce konkrétních institucí.

## Rozsah působnosti
Viz též: Ex corde Ecclesiae a Papežská univerzita
Dokument se zabývá pouze církevními univerzitami a fakultami, které se od katolických vysokých škol obecně liší tím, že poskytují tituly udělované z pověření Svatého stolce. Ex corde ecclesiae není novým dokumentem dotčeno a zůstává beze změny. Nahrazuje normy apoštolské konstituce Sapientia christiana, kterou 15. dubna 1979 vyhlásil papež Jan Pavel II. Dokument obroguje všechny zákony, zvyklosti a privilegia, které jsou v rozporu s Veritatis gaudium.

## Struktura
První část („obecné normy“) se zabývá povahou a účelem církevních univerzit a fakult. Druhá část („zvláštní normy“) se zabývá specifickými normami týkajícími se teologických, kanonických a filozofických fakult.

## Inovace
Dokument umožňuje „dálkové studium“, které v době Sapientia christiana neexistovalo. Dokument také obsahuje ustanovení pro uprchlíky a migranty, pro které by bylo nemožné předložit požadované akademické ověření.